# Jordskælvet i Haiti 2010
Jordskælvet i Haiti 2010 var et katastrofalt jordskælv, der fandt sted 12. januar 2010 kl. 16:53 lokal tid (UTC-5). Skælvet havde en styrke på 7,0 på Richterskalaen og havde sit epicenter nær Léogâne 25 km fra Haitis hovedstad og største by, Port-au-Prince. Der er registreret flere efterskælv, de stærkeste på henholdsvis 5,9, 5,5 og 5,1 på Richterskalaen. Røde Kors vurderer, at omkring 3 millioner mennesker er blevet mærket af skælvet. Haitis indenrigsminister, Paul Antoine Bien-Aimé regnede med, at ulykken ville tage mellem 100.000 og 200.000 liv. Haitis statsminister Jean-Max Bellerive sagde, at der pr. 18. januar var 70.000 lig begravet i massegrave.
Jordskælvet ødelagde meget af Port-au-Prince og det omkringliggende område. Mange kendte bygninger blev betydeligt skadet eller ødelagt som Haitis præsidentbolig (præsident René Préval overlevede), parlamentet, Port-au-Prince-katedralen og hovedfængslet. MINUSTAH, som ligger i hovedstaden, faldt sammen, og missionschefen, Hédi Annabi, hans næstøverste, Luiz Carlos da Costa og politikommisæren blev bekræftet døde.
Jordskælvet skyldes en transform forskydning langs brudlinjen mellem den nordamerikanske og den caribiske plade.

## Baggrund
Øen Hispaniola, der er delt mellem Haiti og Den Dominikanske Republik er seismisk aktiv og har oplevet betydelige ødelæggende jordrystelser i fortiden. Et jordskælv ramte i 1751 og igen i 1770, begge mens øen var under fransk kontrol. Ifølge den franske historiker Moreau de Saint-Méry (1750–1819), "var kun et murstenshus overlevet" i Port-au-Prince oven på jordskælvet 18. oktober 1751, mens "hele byen var i ruiner" efter jordskælvet 3. juni 1770. Et andet jordskælv ødelagde byen Cap-Haïtien og andre byer i den nordlige del af Haiti og den Dominikanske Republik den 7. maj 1842; dette var også jordskælvet som ødelagde Sans Souci-paladset.
Ifølge UNICEF er Haiti det fattigste land på den Vestlige Halvkugle, og nr. 149 ud af 182 lande på Human Development Index, som er et mål for levestandarden i forskellige lande over hele kloden. Fra flere sider er der blevet udtrykt bekymring omkring Haitis evne til at håndtere større problemer og landet er bedømt som "økonomisk sårbart" af FN's Fødevare- og landbrugsorganisation FAO. Landet er er adskillige gange tidligere blevet ramt af naturkatastrofer såsom orkaner, der skaber oversvømmelse og ødelæggelse, senest i 2008 fra den tropiske storm "Fay" og orkanerne "Gustav", "Hanna" og "Ike" hvorunder 800 omkom på Haiti.

## Geologi
Jordskælvet opstod inde i landet d. 12. januar 2010, omkring 25 km vestsydvest fra Port-au-Prince i en dybde af 13 km kl. 16:53 UTC-5. Stærke rystelser på en intensitet mellem VII og IX på den modificeret Mercalliskala (MM) blev registreret i Port-au-Prince og dets forstæder. Rystelserne blev også registreret i adskillige omkringlæggende lande og regioner, herunder Cuba (MM III i Guantánamo), Jamaica (MM II i Kingston), Venezuela (MM II i Caracas), Puerto Rico (MM II–III i San Juan) og grænselandet Dominikanske Republic (MM III i Santo Domingo). Pacific Tsunami Warning Center udsendte en tsunamivarsel efter jordskælvet, men den blev dog afblæst igen kort derefter.
Jordskælvet opstod tæt på den nordlige grænse på caribiske tektoniske plade, som bevæger sig østpå med ca 20 mm pr. år i forhold til den Nordamerikanske Plade. Forkastningszonen er delt i to forgreninger på Haiti, en i nord og en i syd. Både dets placering og fokalmekanisme tyder på at jordskælvet var forårsaget af bevægelser i den nordlige forgrening, som indtil da havde ligget stille i 250 år, hvor den har oplagret spænding. Denne spænding skulle før eller siden lettes, enten ved et stort jordskælv eller en serie af mindre jordskælv. Gnidningszonen i dette jordskælv var omkring 65 km lang med en gennemsnitlig tilbagelagt gnidning på 1,8 meter. Indledende analyser af gnidningsafstanden viser, at der visse steder var udsving helt op til 4 meter ved at bruge bevægelsesoptagelser fra forskellige steder i verden.

## Skadeomfang
Mange bygninger er kollapset, herunder dele af præsidentpaladset og flere sygehuse. Desuden er havneanlæggene ødelagt, sådan at hjælp ikke kan føres ind i landet ad den vej. Jordskælvet ramte i det mest befolkede område i landet. Vurderinger af antallet af døde steg hurtigt fra 45.000 efter jordskælvet til 200.000 seks dage senere.
Dagen efter jordskælvet vurderede Røde Kors, at 3 millioner personer var blevet ramt af skælvet.
Haitis regering reporterede at næsten 70.000 lig var blevet samlet af officielt mandskab. Nogle reporter viser, at 250.000 personer blev skadet, og en million hatianere mistede deres hjem. Eksperter advarer om, at det sidste dødstal vil blive en "gætte-vurdering", da ulykkens skala gør et præcist tal umuligt.
Blandt de døde var adskillige offentligt kendte som regeringsansatte, religiøse medlemmer, musikere og fremmede civile og militære, der arbejdede for FN. De dræbte er bl.a. Port-au-Princes ærkebiskop Monsignor Joseph Serge Miot, hjælpearbejder Zilda Arns, og folk i Haitis regering som oppositionsleder Michel Gaillard, og flere kendte haitiske musikere. Musikstudiet Hercule, der ligger i Pétionville, blev ødelagt og studiets ejer Joubert Charles, en af de mest kendte musikfremlæggere i Haiti, blev dræbt. 30 medlemmer af Fédération Haïtienne de Football, nogle spillere, døde også.
Mindst 37 FN-ansatte, der arbejdede for MINUSTAH blev bekræftet døde og over 300 er savnede og ligger sikkert begravet i de ødelagte bygninger. Mange fremmede civile døde også.

## Katastrofens udvikling
Fem dage efter at den egentlige katastrofe indtraf, var den ved at blive fulgt af en humanitær katastrofe: Nødhjælpen kan ganske vist føres frem via lufthavnen i Port-au-Prince, men der kan kun lande fire fly pr. time, og det er langt fra tilstrækkeligt til at forsyne de ca. 3 millioner mennesker, der er ramt. Deres situation forværredes, som tiden gik:
1. Der kunne ikke skaffes tilstrækkeligt med nødhjælp via luftvejen.
2. Landets infrastruktur var brudt sammen, så nødhjælpen kunne ikke fordeles ordentligt.
3. Rent drikkevand kunne ikke skaffes.
4. Sanitets- og kloaksystemerne var brudt sammen, og det medførte en akut risiko for spredning af kolera og tyfus.
5. Hospitaler og klinikker var overbelastede og har ikke tilstrækkelige forsyninger med medicin.
6. Politi og hærstyrker findes ikke længere, og plyndringer, mord og gadekampe foregår åbenlyst.[33]

## Sikkerhedsstyrker
Den amerikanske hærs kontrol med lufthavnen har skabt spændinger i forhold til FN, der hidtil har været pålagt at opretholde ordenen, hvad man mener fortsat at kunne garantere. Alain Le Roy, chefen for FN's fredsbevarende operationer (MINUSTAH), vil dog bede FN's sikkerhedsråd om at godkende en forstærkning på 1.300 mand fra den Dominikanske Republik.
Selv om USA yder en massiv hjælp, ønsker FN, at den amerikanske hær skal nøjes med at sikre logistik og sikkerhed for deres egen hjælpeindsats og holde sig i reserve, hvis der opstår problemer. MINUSTAH skal derimod fortsat varetage sikkerheden.
Organisationen forhandler med den amerikanske hær om en principerklæring, der skal fastlægge denne deling af opgaverne. Men FN har kun den myndighed, som medlemslandene vil overdrage til organisationen, og i betragtning af den amerikanske hjælps vægt (12.500 amerikanske soldater skal være på plads den 18. januar), er det svært for organisationen at blive hørt. 

## Redningsarbejde
Redningsforsøg startede hurtigt efter jordskælvet, hvor de overlevende, der kunne bevæge sig, udskilte sig fra de døde i de mange sammenfaldne bygninger, men behandlingen af de skadede var hæmmet af manglen på hospitaler og lighuse. Argentinas militære felthospital, som arbejdede for MINUSTAH, var det eneste tilgængelige indtil d. 13. januar. MINUSTAHs fredsbevarende styrker, som normalt ville hjælpe til med at lindre, var meget bekymret over for redningen af sit eget personale. Redningsarbejdet steg kun lidt efter at læger, politibetjente, militære folk og brandmænd fra flere lande kom til landet 2 dage efter.
13. januar lagde Røde Kors' internationale komité en speciel hjemmeside for at skabe familiekontakt, som tillod folk i Haiti og udlandet at registrere navne på bekendte, som de ville i kontakt med.